# As Mulheres sempre Querem Mais
As Mulheres Sempre Querem Mais é um filme brasileiro de comédia pornochanchada de 1974, dirigido por Roberto Mauro. Gravações em Bauru, no Estado de São Paulo . Fontes indicam que o roteiro foi baseado no livro  "Incrível homem frágil" de Benmyara Vidal .

## Elenco
- Maria Isabel de Lizandra...Selma
- Oasis Minniti...Ricardo
- Sadi Cabral...Anastácio (ator especialmente convidado)
- Ivo da Mata...Doutor Potiguar
- Sidnéia Rossi
- Tuiza Ricardi
- Jeová Amaral
- Helena Ramos...Márcia
- Renato Bruno
- Leda Machado...Soninha
- Paulo Henrique
- Célia Manir
- Marcos Miravetti
- Iara Franco
- Ruthinéa de Moraes...Madame Tita, dona do prostíbulo (participação especial)
- Arthur Miranda...árbitro de futebol (participação especial)
- Valéria...mulher do árbitro de futebol
- Gina...Cíntia
- Jacira...D.Mariana

## Sinopse
Ricardo é um playboy que vive numa cidade do interior paulista onde é cobiçado por todas as mulheres. Até que começa a sofrer de uma estranha fobia a barulho, que o impede de ter relacionamentos sexuais bem sucedidos sempre que ouve algum som, como camas rangendo, galos cantando ou apitos de trem. Os boatos começam a correr pela cidade e Ricardo fica com a fama de "frouxo" com as mulheres, para desespero de seu pai, o idoso chefe político Anastácio. Os pais da noiva de Ricardo, Soninha, também exigem que ele acabe com o noivado por conta dos rumores. Ricardo procura fazer terapia com o psiquiatra Doutor Potiguar enquanto a irmã Jerusa pede a uma amiga da cidade que venha passar as férias com ela para ajudar na situação. Até que o rapaz percebe que só Soninha poderá curá-lo.   